# Cristian Jeandet
Cristian Daniel Jeandet (Concordia, 1º marzo 1975) è un ex calciatore argentino, di ruolo centrocampista o attaccante.

## Carriera
Ha militato in squadre della massima serie argentina, jugoslava, cilena, boliviana, peruviana, marocchina e venezuelana.
Nella sessione estiva del calciomercato italiano del 1999, viene acquistato dalla Casertana, all'epoca partecipante al girone G del Campionato Nazionale Dilettanti (CND) ed attuale Serie D, dove esordì a 24 anni, il 26 settembre, in occasione di Palmese-Casertana valida per la terza giornata di campionato.